# Halfmijl
Halfmijl is een gehucht  behorende tot de gemeente Veldhoven.
Het gehucht ligt twee kilometer ten oosten van het dorp Vessem en bestaat uit een achttal woningen, voornamelijk boerderijen.
Nabij Halfmijl ligt het bosgebied de Halve Mijl, waarin zich zestien gerestaureerde grafheuvels bevinden.

## Etymologie
De naam Halve Mijl of Halver Miler komt voor het eerst voor in 1368, in een achternaam van een persoon die van dat gehucht afkomstig was.
In de literatuur is er geen naamsverklaring voor Halfmijl.
Gezien de geïsoleerde ligging is de naam mogelijk gerelateerd aan de afstand ten opzichte van het eerst volgende bewoonde gebied.

## Geschiedenis
In de Middeleeuwen bevond Halfmijl zich te midden van de Groote Aard, een uitgestrekt heidegebied.
Door de geïsoleerde ligging en de aanwezigheid van grafheuvels werd deze omgeving als spookachtig ervaren.
In volksverhalen over Halfmijl kwamen kabouters, heksen en gloeiigen ter sprake.
Dit leidde tot de uitdrukking "Te Halver Mile was 't aovondspiele".
Ten zuiden van Halfmijl bevond zich de Postelsche Weijer, een ven dat eigendom was van de abdij van Postel. Dit ven, welke als visvijver werd gebruikt, was in 1342 geschonken aan de abdij door de inwoners van Oerle, Knegsel, Vessem en Wintelre.
De Postelsche Weijer is inmiddels drooggelegd, maar nog steeds is er een laagte in het landschap zichtbaar bij de Weijerseweg.
Hier ontspringt ook het riviertje de Bruggenrijt.
Halfmijl is altijd een klein gehucht geweest. In 1688 bestond Halfmijl uit slechts twee huizen.
In 1889 werden er vier huizen geteld.
Begin twintigste eeuw werd het heidegebied de Groote Aard ontgonnen. Dit ontginningslandschap ligt nabij de wegen de Grote Aard en de Weijerseweg en wordt gekenmerkt door grote agrarische percelen.
Ten noorden hiervan werd op de hoge woeste gronden een productiebos aangelegd, genaamd de Halve Mijl.
In deze bossen bevindt zich nu het grafheuvelreservaat Toterfout-Halfmijl, bestaande uit zestien gerestaureerde grafheuvels uit de Bronstijd (1600 - 1000 v. Chr.).

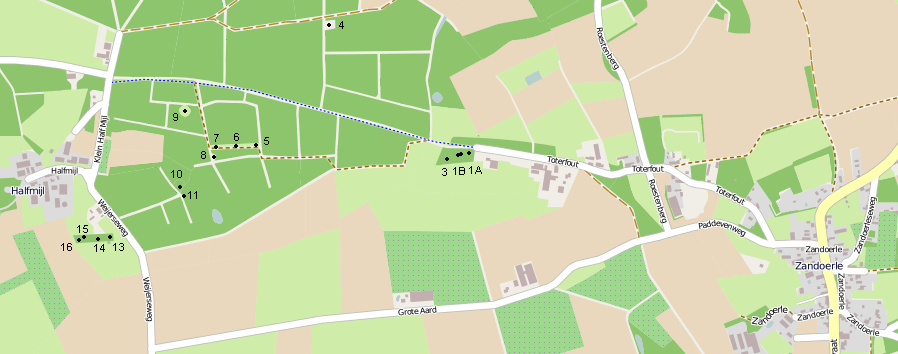
De zestien grafheuvels bij Toterfout en Halfmijl

Hoofdplaats: Veldhoven

Buurtschappen: Berkt · Halfmijl · Heers · Hoogeind · Scherpenering · Schoot · Toterfout · Vliet · Zandoerle · Zittard

Voormalige gemeenten: Oerle · Veldhoven en Meerveldhoven · Zeelst

Noord-Brabant: Steden en dorpen      Nederland: Provincies · Gemeenten